# Chiesa di Santa Maria (Nesso)
La chiesa di Santa Maria di Vico è un edificio religioso di origine romanica, sita nella parte alta del paese di Nesso, in frazione Vico, lungo la strada che conduce al comune di Zelbio. 

## Storia
Non si conosce l'anno di fondazione dell’edificio, ma si presume che sia precedente il 1184, anno del Privilegio di papa Lucio III nel quale viene menzionata per la prima volta come "Oratorium sancte Marie de Vico cum omnibus appendiciis eius". La chiesa era annessa a una domus humiliata, ossia un hospitale dell’ordine degli Umiliati, che oggi è un edificio privato, nel quale la chiesa è inglobata (rimane libero il solo lato orientale, con monofora, campanile, attuale ingresso e originaria porta di accesso murata). 
Nel 1500, un anno dopo la nomina di Galeazzo Lavizzari a rettore dell'hospitale, il pittore tornasco Bartolomeo de Benzi fu incaricato della realizzazione del grande polittico dell'altare; quattro anni più tardi, Lavizari commissionò allo stesso artista gli affreschi della parete meridionale.

## Architettura e apparato decorativo
L'esterno è in pietra a vista, di piccoli conci squadrati. L'edificio è a pianta trapezoidale, irregolare, di circa 17x9 metri e ha il presbiterio orientato a sud. La torre campanaria, del XII secolo inoltrato, è di forma quadrangolare e inserita a circa due terzi della parete orientale. Sotto la copertura si aprono quattro monofore, ciascuna delle quali inquadra una delle quattro campane; sui lati nord e sud sono presenti due orologi. Appena sopra la porta murata sono visibili brani di pittura a fresco della Madonna in trono con bambino, pitture realizzate nel 1505 dal pittore di Torno Bartolomeo De Benzi. Sempre all'esterno, un altro affresco raffigura la scena della deposizione di Gesù. 
L'interno è ricco di testimonianze artistiche di epoche differenti. Pregevoli frammenti di dipinti murali tardoromanici (1287-1312) raffiguranti una teoria di Santi e la Vergine in trono con Bambino sono presenti nella parete nord della navata, nell'arco trionfale e nel presbiterio. 
Risalgono invece ai primi del Cinquecento il polittico dell'Assunta dell'altare maggiore e alcuni affreschi della parete sud commissionati al De Benzi da Galeazzo Lavizzari, rettore dell'hospitale. Tra gli affreschi, raffigurazioni dei santi Abbondio, Ambrogio e Nicola. Al 1508 risale inoltre una croce astile argentata, offerta dallo stesso Lavizzari.
Legata all'Ospedale Sant'Anna di Como, nei secoli XVI e XVII la chiesa di Santa Maria di Vico venne spesso adibita a lazzaretto in occasione di epidemie.